# Wojewódzki Szpital Zdrowia Psychicznego w Świeciu

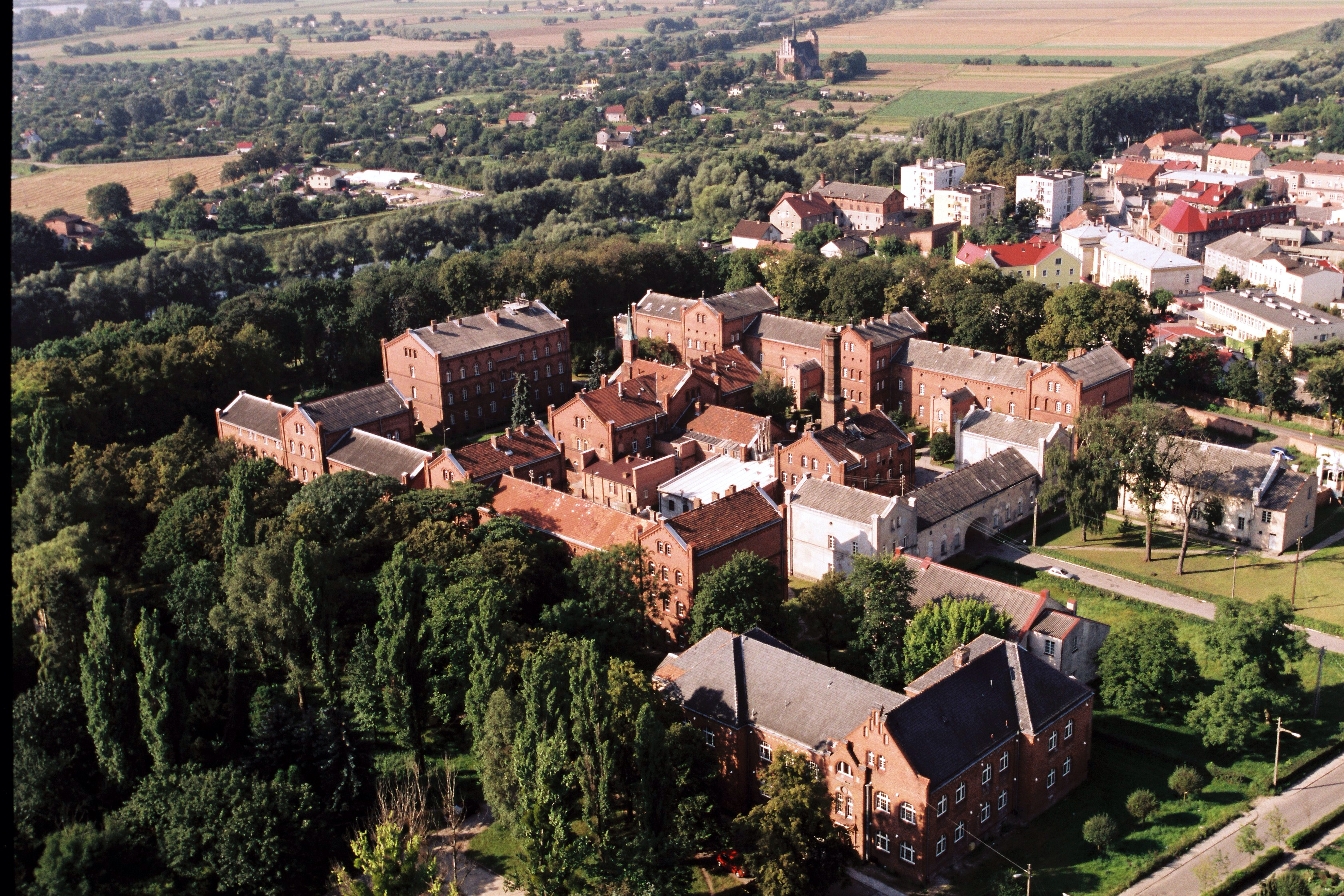
Teren Szpitala z lotu ptaka

Wojewódzki Szpital Zdrowia Psychicznego im. dr. Józefa Bednarza w Świeciu nad Wisłą (wcześniej, przed 2025 rokiem, Wojewódzki Szpital dla Nerwowo i Psychicznie Chorych) – szpital psychiatryczny działający od 1855 roku. Samodzielny Publiczny Zakład Opieki Zdrowotnej, położony w Świeciu, przy ulicy Sądowej 18, niemalże nad samą rzeką Wdą.
W roku 2023 szpital dysponował 480 łóżkami w 16 oddziałach leczenia stacjonarnego tj.: 8 oddziałów psychiatrii ogólnej, oddział psychiatrii sądowej o wzmocnionym zabezpieczeniu, 3 oddziały sądowe o podstawowym zabezpieczeniu, oddział psychiatryczny dla dzieci i młodzieży, oddział leczenia alkoholowych zespołów abstynencyjnych, oddział leczenia zespołów abstynencyjnych po substancjach psychoaktywnych, oddział terapii uzależnienia od alkoholu.

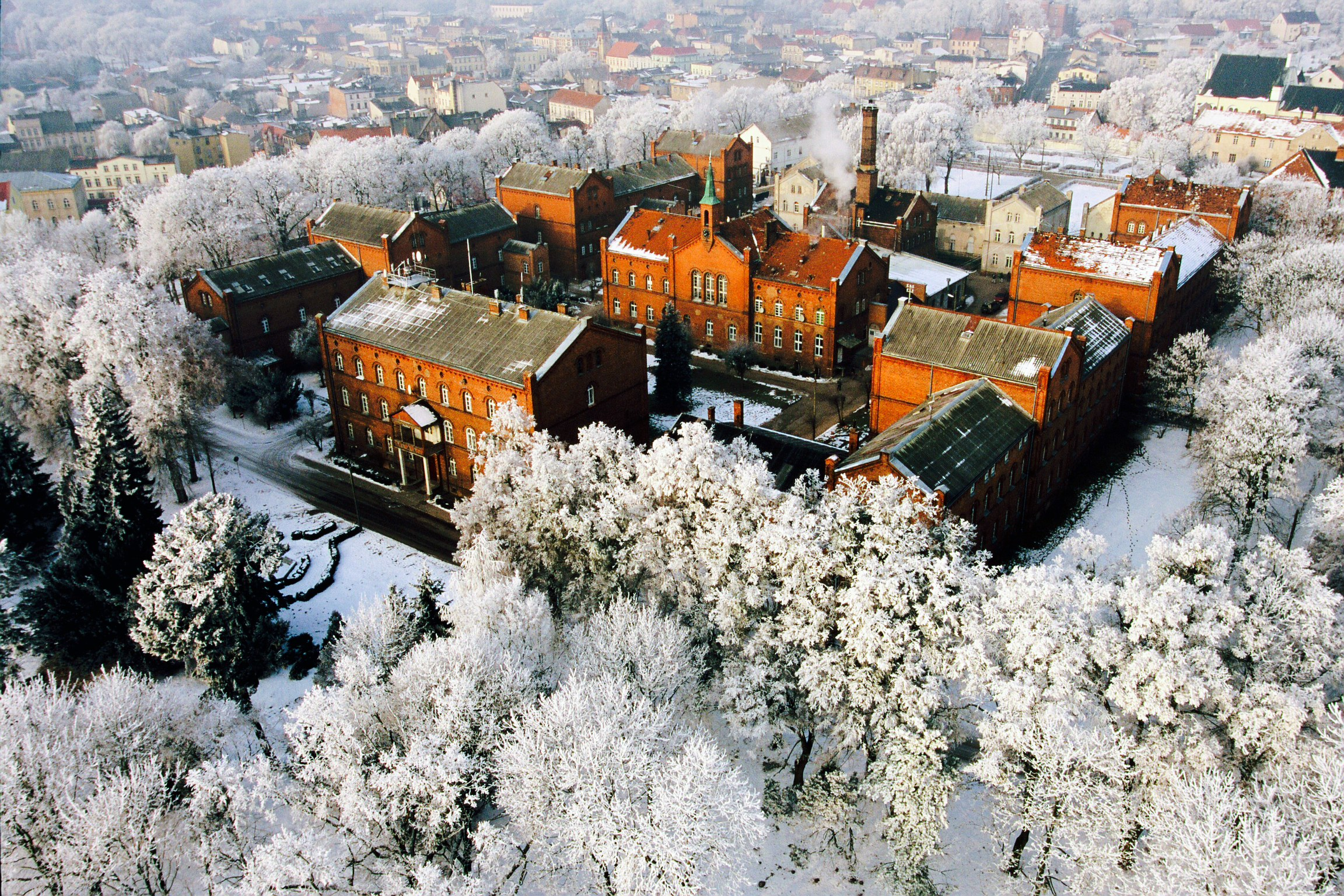
Szpital zimą – widok z lotu ptaka

Szpital ma odrębną Izbę Przyjęć oraz zespół poradni: Zdrowia Psychicznego dla Dzieci i Młodzieży, Leczenia Uzależnień oraz Centrum Zdrowia Psychicznego dla Dorosłych. Oprócz Apteki Szpitalnej dysponuje również pracowniami diagnostycznymi: rentgenodiagnostyki, elektroencefalograficzną, ultrasonograficzną, diagnostyki laboratoryjnej. Szpital ma również własną kuchnię, przygotowującą posiłki dla pacjentów, pracowników i klientów komercyjnych.
Szpital w roku 2023 zatrudniał około 530 pracowników, w tym lekarzy, pielęgniarki, psychologów, opiekunów medycznych, terapeutów i ratowników medycznych, którzy każdego dnia niosą specjalistyczną pomoc wszystkim tym, którzy ze względu na stan psychiczny jej potrzebują. Szpital w Świeciu jest szpitalem przyjmującym pacjentów również spoza powiatu świeckiego.

## Historia

### Początki

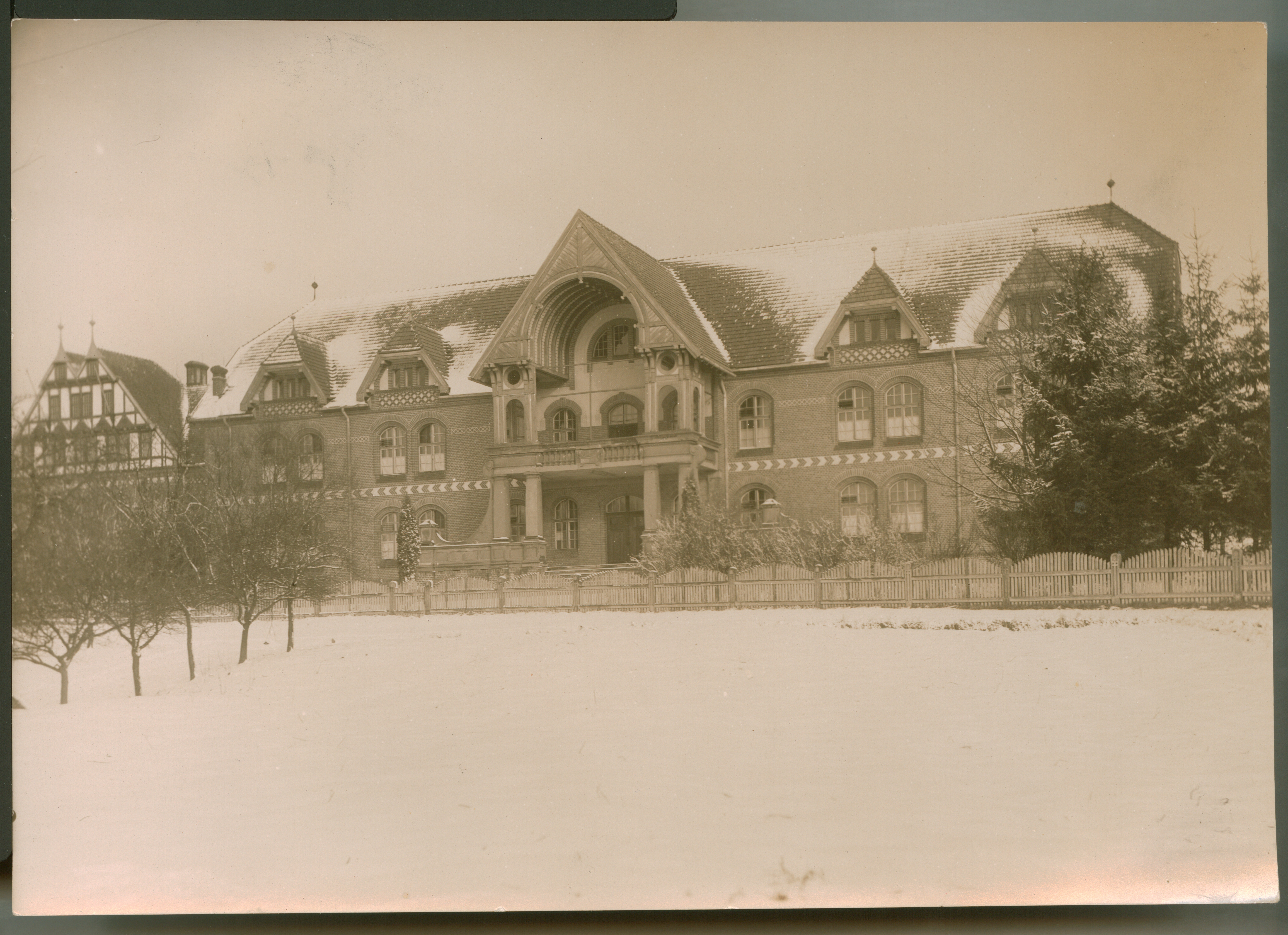
Zdjęcie archiwalne z początków Szpitala, XIX w.

W czasie, gdy miasto Świecie podlegało zaborom pruskim, w 1845 roku władze wydały zgodę na budowę szpitala psychiatrycznego. W 1847 roku ruszyła budowa, zaś 1 kwietnia 1855 roku nastąpiło otwarcie obiektu pod nazwą Westpreussische Provinzal-Irren-Heil und Pflege-Anstalt zu Schwetz (niem. Zachodniopruska Regionalna Lecznica dla Obłąkanych i Placówka Opiekuńcza w Świeciu). Na samym początku wybudowano 4 pawilony z 200 łóżkami. W 1870 roku dobudowano 2 pawilony, a w 1889 liczba pacjentów przekroczyła 400. W latach 1907–1908 dobudowano 4 kolejne pawilony i 2 domy dla lekarzy, oraz założono oświetlenie elektryczne. W latach 1910–1914 na terenie ośrodka funkcjonowała szkoła specjalna.

### Po I wojnie światowej
W 1920 roku, po I wojnie światowej, szpital przekształcono w „Krajowy Pomorski Zakład Psychiatryczny”. W 1923 lub 1924 roku wznowiono działalność szkoły specjalnej, powstawały zakłady rzemieślnicze, gdzie pacjenci mogli rozwijać umiejętności praktyczne i pracować. W 1927 roku zbudowano salę zabaw dla najmłodszych, a rok później wybudowano tzw. dom warsztatowy.

### II wojna światowa
Pod koniec sierpnia 1939 roku w zakładzie przebywało 1600 pacjentów i pracowało 13 lekarzy, 70 pielęgniarzy oraz 18 pracowników administracji. Na początku wojny, szpital funkcjonował bez większej ingerencji okupantów. Dopiero pod koniec września specjalna nazistowska komisja, na której czele stał dr Erich Grossman, rozpoczęła „selekcję” chorych, skazując większość z nich na śmierć. Około 1350 pacjentów zamordowano poprzez rozstrzelanie na terenie dawnej żwirowni w Mniszku. Jedynie ok. 300 zdolnych do pracy wywieziono do szpitala w Kocborowie, jednak i tak zostali oni później zamordowani w Lesie Szpęgawskim. Wraz z pacjentami w Mniszku zginął, nie skorzystawszy z możliwości ucieczki, Józef Bednarz, ówczesny dyrektor szpitala. Był ze swoimi pacjentami do samego końca.
Jeszcze w 1939 uruchomiono na terenie XII pawilonu szpital wojenny przyjmujący rannych jeńców polskich, a w 1942 otwarto w nim dom starców dla Niemców bałtyckich.

### Po II wojnie światowej

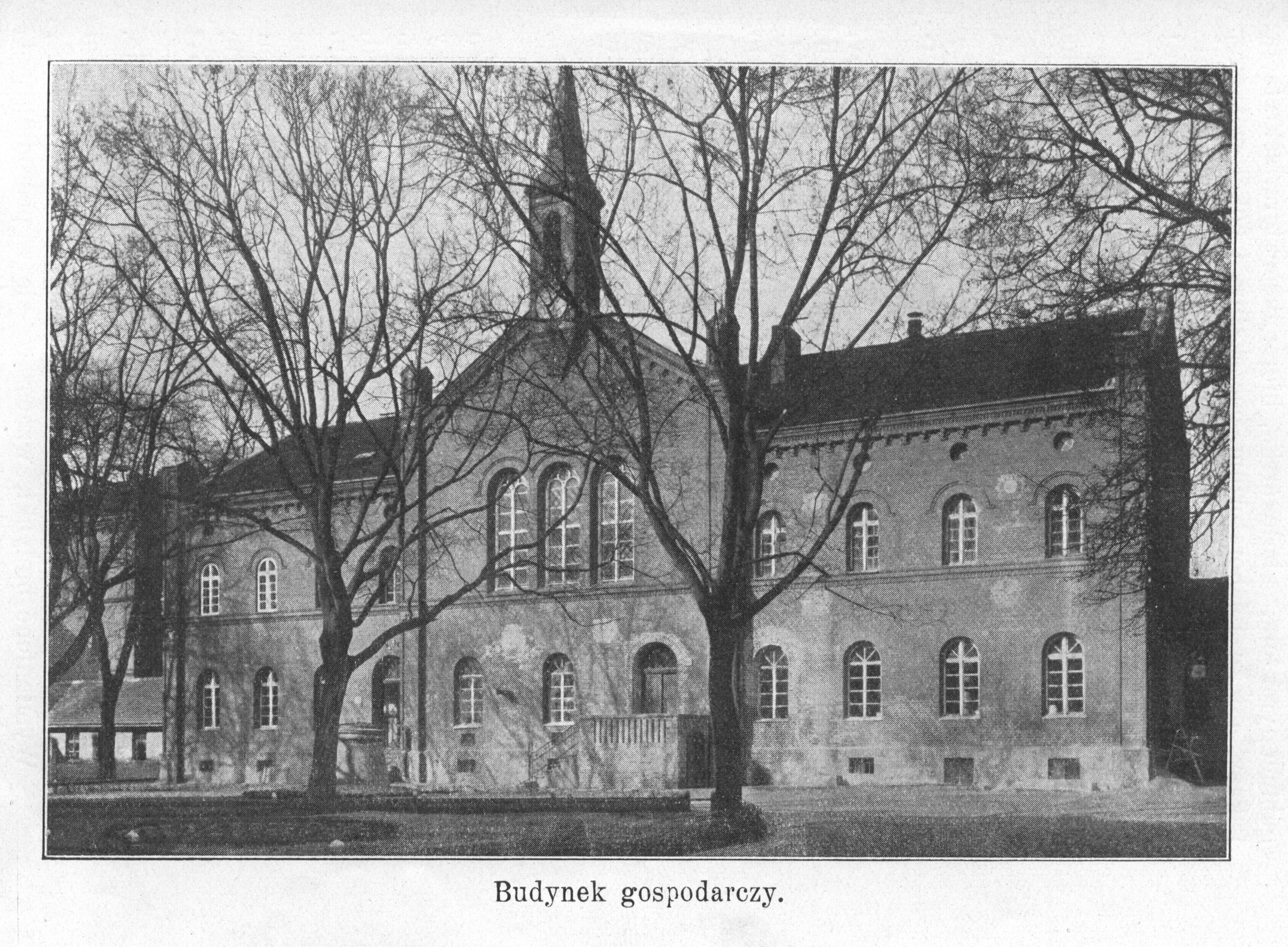
Archiwalne zdjęcie budynku gospodarczego – obecnie bufetu

Szpital w pełni wznowił działanie kilka tygodni po wyzwoleniu Świecia, które nastąpiło 10 lutego 1945 roku. W 1947 roku w Mniszku, miejscu rozstrzelania pacjentów i doktora Bednarza, postawiono mogiłę pamięci.
W 1948 roku szpital obejmował prawie 100ha ziemi i dzierżawił kolejne 140ha. Zwiększono kadrę, a liczba pacjentów stopniowo wzrosła do 600. W 1949 roku szpital został lecznicą państwową o nazwie „Państwowy Szpital dla Nerwowo i Psychicznie Chorych w Świeciu n/W”. W 1950 roku powstał samodzielny oddział psychiatrii dziecięcej. W lipcu 1952 roku otwarto filię szpitala w Górnej Grupie, przewidzianą na 300 łóżek, do 1955 wyremontowano wszystkie oddziały, a z okazji stulecia postawiono pomnik „Miarą człowieczeństwa jest stosunek do ludzi chorych psychicznie”, pomnik do dziś stoi przed budynkiem Administracji. Rok później otwarto oddział neurologiczny na 60 łóżek z salą gimnastyczną i gabinetem fizykoterapii. W 1957 dyrektorem został dr Mieczysław Petelski, który pełnił obowiązki przez 24 lata do 1981 roku.
Dodatkowe filie szpitala otwarto również w Morsku w 1958, a także w 1964 roku, 50-cio łóżkowy oddział odwykowy na Żurawiej Kępie. Łączna liczba pacjentów w tym czasie wzrasta do ok. 2000. W międzyczasie w 1958 roku uruchomiono pracownię elektrokardiograficzną i w 1961, pierwszą na terenie ówczesnego województwa bydgoskiego, pracownię elektroencefalograficzną.

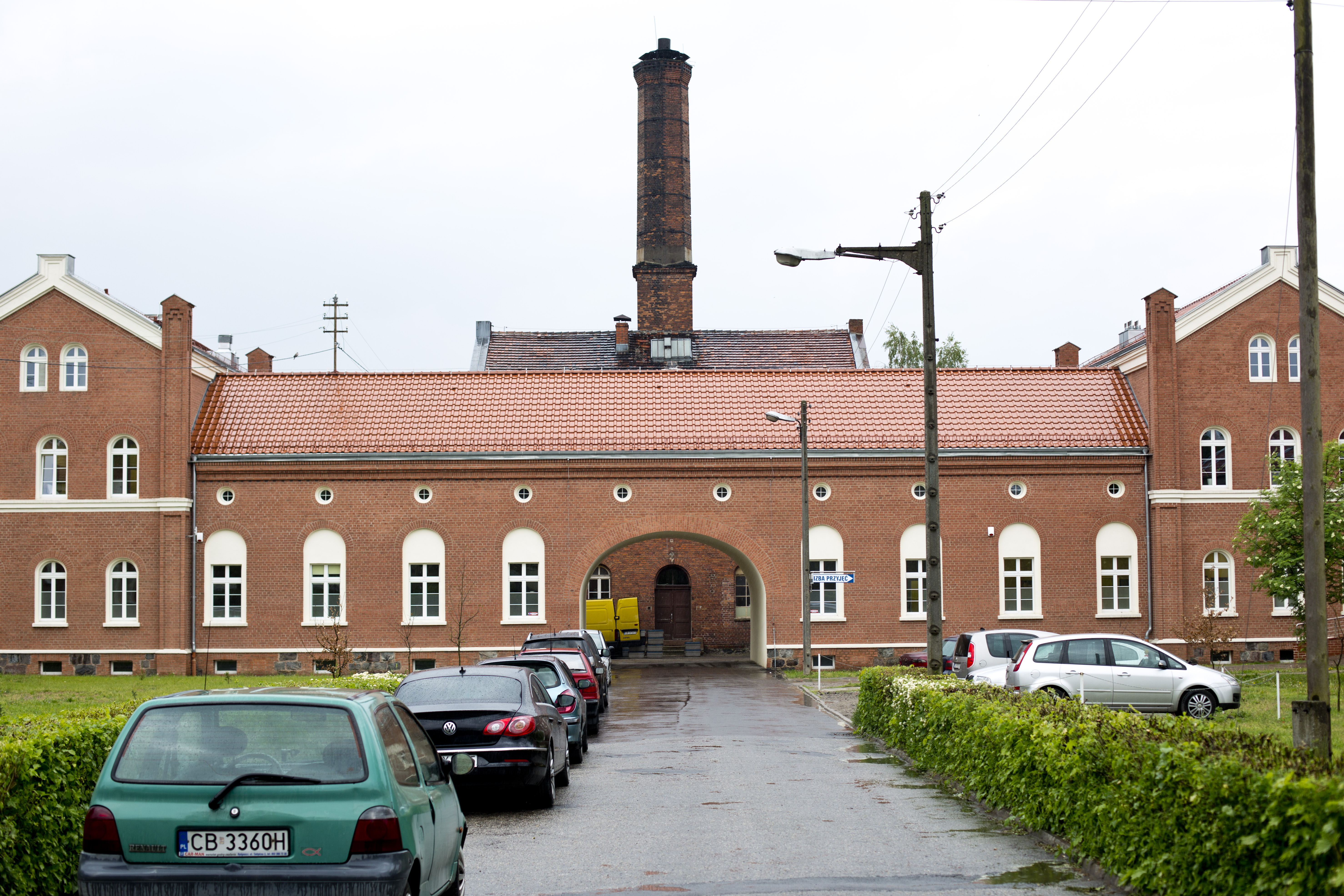
Budynek laboratorium i pracowni diagnostycznych

1 stycznia 1968 roku szpital zmienił nazwę na „Wojewódzki Szpital Chorób Układu Nerwowego w Świeciu”. Na początku lat 70. XX w. leczono ok. 2190 pacjentów. W 1973 roku wybudowano nowy budynek na potrzeby izby przyjęć. 1 stycznia 1976 roku nastąpiła ponowna zmiana nazwy szpitala na „Szpital dla Nerwowo i Psychicznie Chorych w Świeciu nad Wisłą”. W roku 1979 na terenie szpitala funkcjonowały biblioteka, kawiarnia, świetlica, zakład fryzjerski, kiosk RUCHu, sklep spożywczy, kiosk warzywny, odbywały się seanse filmowe dla dzieci i dorosłych, niedzielne nabożeństwa, a pacjenci mieli możliwość skorzystania z dwutygodniowego pobytu w ośrodku wczasowym w Lipczynku. 29 maja 1980, w 125 rocznicę istnienia szpitala, nadano mu imię doktora Józefa Bednarza.
W nocy z 31 października na 1 listopada 1980 roku wybuchł pożar w Górnej Grupie, który pozbawił życia 55 pacjentów i ciężko poparzył 26. W tym miejscu przebywało wtedy ponad 300 osób. Akcja ewakuacyjna była chaotyczna. Zamiejscowy oddział w Górnej Grupie, nigdy nie wrócił do funkcjonowania. Od razu po katastrofie zwiększono nacisk na bezpieczeństwo przeciwpożarowe, a do 1984 roku łączna liczba pacjentów wszystkich oddziałów Szpitala zmniejszyła się do ok. 1000. Rozpoczęto również likwidację oddziałów zamiejscowych, do 1991 roku zlikwidowano wszystkie (również w Morsku i na Żurawiej Kępie).

### Szpital współcześnie

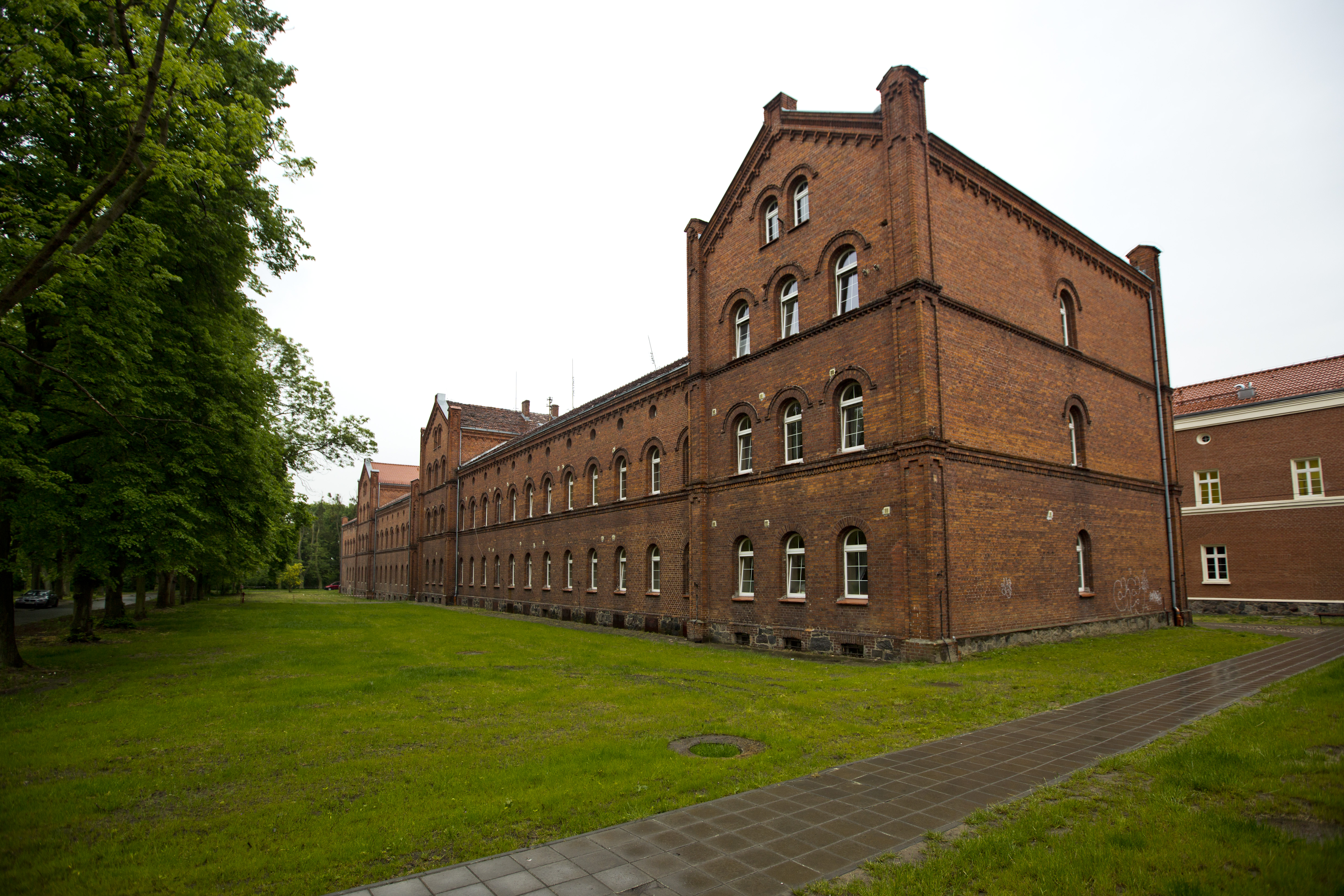
Oddział XVI

1 stycznia 1999 roku szpital stał się samodzielnym publicznym zakładem opieki zdrowotnej. W 2009 roku podpisano umowy o współpracy z KPIM jako początek intensywnego rozwoju inwestycyjnego. Do końca 2014 roku wyremontowano i 3 budynki (4 oddziały), budynek izby przyjęć, szpitalną aptekę, laboratorium, gabinet diagnostyczny.
W 2023 roku szpital miał 480 łóżek oraz możliwość 24 dostawek, umiejscowionych w 16 oddziałach (8 psychiatrii ogólnej, 1 oddział psychiatrii sądowej o wzmocnionym zabezpieczeniu, 3 oddziały psychiatrii sądowej, 1 oddział psychiatryczny dla dzieci i młodzieży, 1 oddział leczenia zespołów abstynencyjnych po substancjach psychoaktywnych, 1 oddział leczenia alkoholowych zespołów abstynencyjnych oraz 1 oddział terapii uzależnienia od alkoholu).

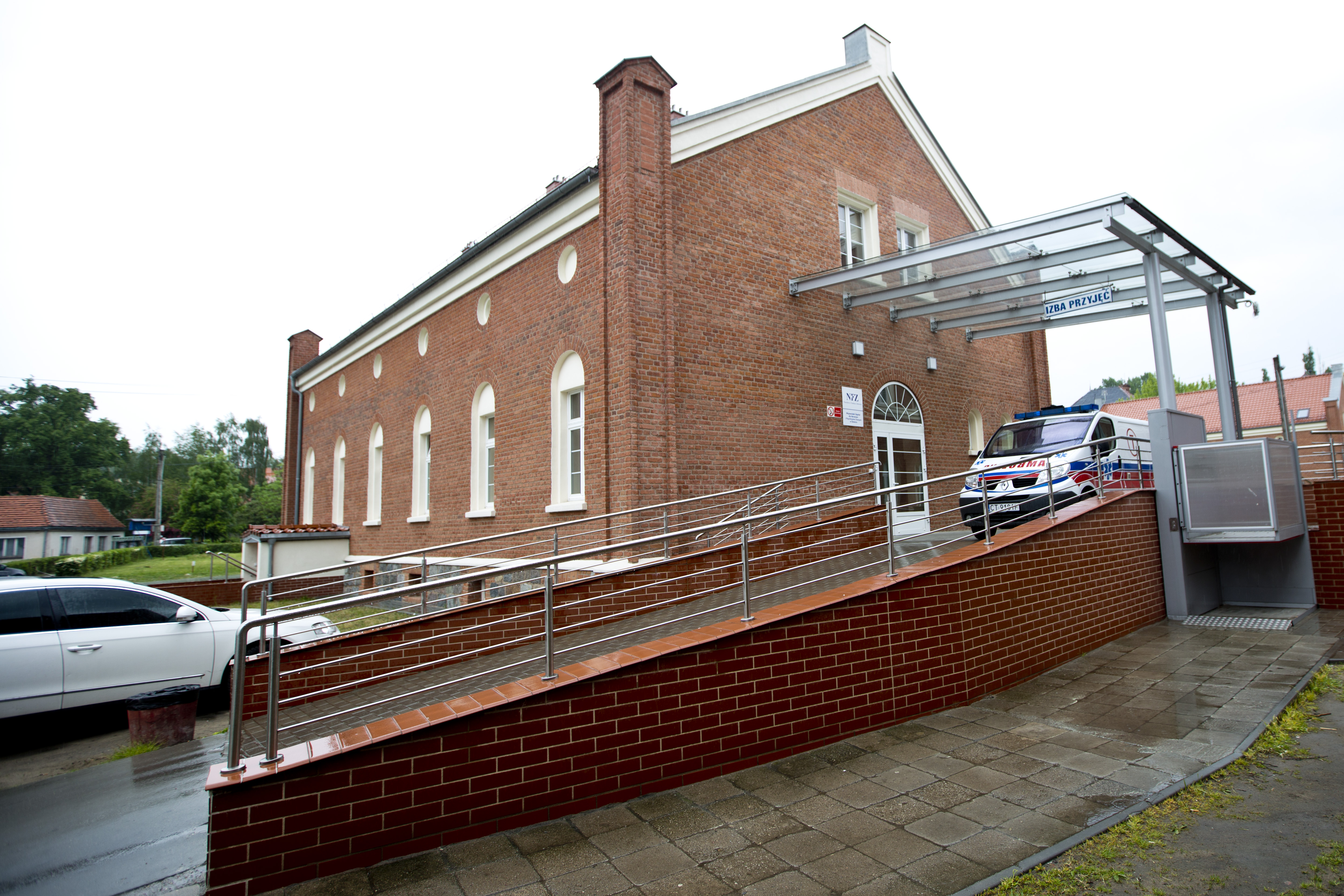
Izba przyjęć

Ponadto funkcjonuje: Poradnia Leczenia Uzależnień, Program Leczenia Substytucyjnego, Poradnia Zdrowia Psychicznego dla Dzieci i Młodzieży, Centrum Zdrowia Psychicznego „Empatia” (z oddziałami w Świeciu, Tucholi, Chełmnie i Śliwicach), Apteka Szpitalna, Izba Przyjęć, Pracownia Rentgenodiagnostyki Ogólnej, Pracownia Elektroencefalograficzna, Ultrasonograficzna oraz Pracownia Diagnostyki Laboratoryjnej. Zatrudnionych jest około 530 osób: lekarzy, psychologów, ponad 200 pielęgniarek, sanitariuszy, opiekunek medycznych, ratowników medycznych, terapeutów zajęciowych, terapeutów uzależnień, osób średniego personelu medycznego, pracowników obsługi gospodarczej i technicznej, pracowników kuchni oraz pracowników administracji.
Średnia roczna liczba pacjentów przyjmowanych to ok. 5000.

## Patron
29 maja 1980 roku, w 125. rocznicę istnienia szpitala, nadano mu imię doktora Józefa Bednarza, polskiego psychiatry, w latach 1932–1939 dyrektora szpitala. Doktor Bednarz nazywany jest przez niektórych „Pomorskim Korczakiem”, ze względu na swoją postawę w obliczu śmierci – zginął, rozstrzelany wraz ze swoimi pacjentami, nie skorzystawszy z możliwości ucieczki. Za życia, kierując jedną z najstarszych placówek psychiatrycznych na ziemiach polskich, starał się promować nowatorskie metody leczenia, stawiając sobie za cel przekształcenie świeckiego szpitala w nowoczesny zakład. Zmienił w znaczący sposób relację pomiędzy pacjentami i personelem, ponadto zmienił wygląd szpitala i poszczególnych oddziałów. Bednarza cechował humanistyczny, przyjacielski stosunek do chorych. Wyeliminował stosowanie siły, co spotkało się z oporem personelu i stało się przyczyną walki związków zawodowych o prawa pracowników. Zwykł mawiać, iż „miarą człowieczeństwa jest stosunek do ludzi chorych psychicznie”. Mówiono o nim, iż „tworzył pomost pomiędzy mentalnościami”.

## Odniesienia w kulturze
Wzmianki o szpitalu i jego dziejach pojawiają się również w kulturze. Na temat tragicznego pożaru oddziału w Górnej Grupie nakręcono dwa odcinki serii dokumentalnych: Miejsca Przeklęte odcinek pt. „Szpital w płomieniach” oraz Nieznane katastrofy odcinek pt. „Śmierć tliła się pod podłogą”. Tragedia stała się tematem piosenki skomponowanej przez Przemysława Gintrowskiego do słów Jacka Kaczmarskiego pt. „A my nie chcemy uciekać stąd”. Wzmianki o szpitalu pojawiają się również w filmie z 2014 roku Jeziorak, w reżyserii Michała Otłowskiego.